# Passage du Désir
Pour les articles homonymes, voir Passage du désir.
Le passage du Désir est une voie du 10e arrondissement de Paris, en France.

## Situation et accès
Le passage du Désir est situé dans le 10e arrondissement de Paris. Il débute au 89, rue du Faubourg-Saint-Martin et se termine au 84, rue du Faubourg-Saint-Denis.
Le boulevard de Strasbourg divise en deux parties de longueurs similaires ce passage qui, antérieurement, ne faisait qu'un.
Par le boulevard de Strasbourg, il se situe donc deux accès possibles, avec :
- une entrée vers la rue du Faubourg-Saint-Denis, à la hauteur du 61-63, boulevard de Strasbourg ;
- et une entrée vers la rue du Faubourg-Saint-Martin, à la hauteur du 50, boulevard de Strasbourg.

Chacune de ces parties, organisée en copropriété, a un statut de voie privée et est interdite au stationnement.
Le passage du Désir est desservi par les stations de métro Château d'Eau et Gare de l'Est.

## Origine du nom
Cette voie a été ainsi appelée par les habitants du quartier en 1789.

## Historique

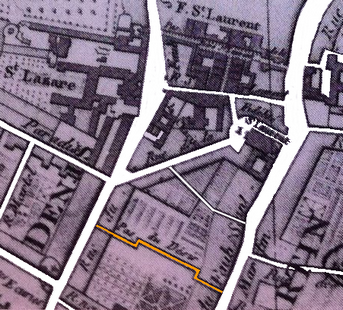
Passage du Désir, tracé à la fin du XVIIIe siècle.

Avant 1860, Paris était délimité par le mur des Fermiers généraux et composé de douze arrondissements. Le passage du Désir se situait alors dans le 5e arrondissement de l'époque.
À partir du 1er janvier 1860, Paris s’est agrandi en annexant en totalité ou en partie ses communes limitrophes. C'est à compter de cette date que l'espace de Paris a été structuré en 20 arrondissements, le Paris actuel.
Précédemment « allée du Puits », cette voie a été appelée « passage du Désir » par les habitants du quartier en 1789. Ce changement de nom n'est pas totalement explicité. 
À partir de 1853, l'ouverture de l'actuel boulevard de Strasbourg a prolongé et élargi la première coupure en deux du passage qui avait été faite par l'ouverture de la rue Neuve de la Fidélité, elle-même ayant été la transformation de l'impasse de la Fidélité qui débouchait à peu près au milieu du passage du Désir, sans le diviser.
Le passage du Désir a fait l'objet d'une inscription « passage remarquable » dans le plan local d'urbanisme (PLU) de la Ville de Paris. Cette inscription ne doit pas être confondue avec celles des deux secteurs sauvegardés de Paris (Marais et 7e arrondissement) qui ne sont pas régis par le plan local d’urbanisme comme le reste du territoire communal, mais par des plans de sauvegarde et de mise en valeur (PSMV).
Les deux parties actuelles du passage, distribuées à gauche et à droite du boulevard de Strasbourg, sont très différentes l'une de l'autre, à de nombreux égards : architecture, habitat, activités…

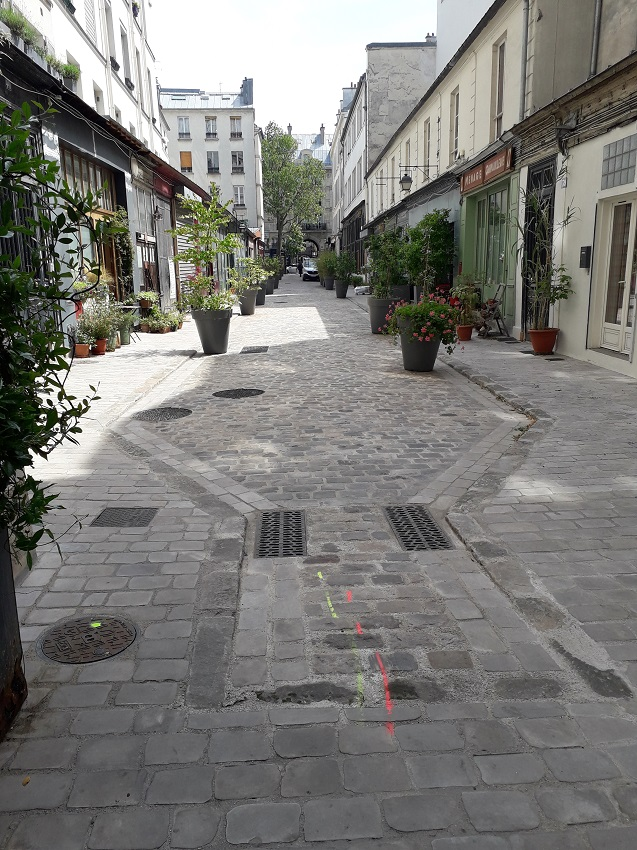
Vue du Passage du Désir depuis l'entrée par la rue du Fbg Saint-Denis.

### Côté vers rue du Faubourg-Saint-Denis

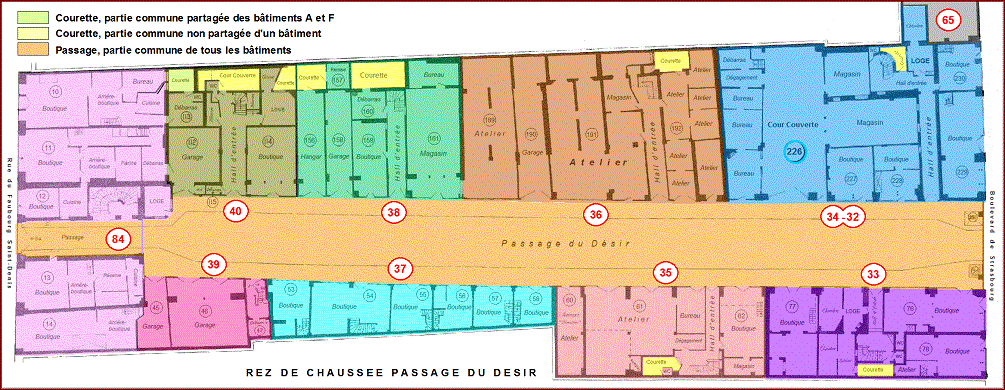
Plan de 1958 entre le faubourg Saint-Denis et le boulevard de Strasbourg, avec colorisation des périmètres fonciers des immeubles autour du passage à rez-de-chaussée.

À partir du boulevard de Strasbourg, côté ouest, cette partie du passage est constituée d'une seule et même copropriété, réunissant neuf de ses dix bâtiments autour d'une voie privée nommée « passage du Désir », de vocation exclusivement piétonne (hors desserte ponctuelle), comme l'atteste de façon constante son règlement de copropriété. 
Les trois puits connus sur cette portion du passage sont tous comblés et se situent en caves, respectivement : au 84, rue du Faubourg-Saint-Denis (grand puits maçonné en plâtrerie et crépi), au 40 et 36, passage du Désir (entrées par le 40).

### Côté vers rue du Faubourg-Saint-Martin
Par homothétie, à partir du boulevard de Strasbourg, côté est, cette partie du passage est fermée à ses deux extrémités. Elle est également totalement piétonne et divisée en deux copropriétés : le 50, boulevard de Strasbourg et le 89, rue du Faubourg-Saint-Martin.
Le 50 s'ouvre sur un bâtiment principal de style haussmannien donnant sur le boulevard, de cinq étages plus un étage de chambres de bonne. Il dispose d'une montée principale avec ascenseur et deux escaliers de service. Au rez-de-chaussée et R+1, on trouve un restaurant africain à droite de la grille et deux coiffeurs afro-américains à gauche. Les étages sont occupés uniquement par des logements. En entrant dans le passage, il y a à droite une première aile de deux niveaux avec des bureaux et des logements et, à gauche, une aile de trois étages avec des logements ; ces deux ailes sont dans un style plus ancien (fin XVIIIe) et se prolongent jusqu'au bâtiment haussmannien se situant en façade, côté 89, également de six étages. Dans le passage, il y a six cages d'escalier (deux côté 50 et quatre côté 89). L'ensemble des bâtiments est construit sur caves voûtées.

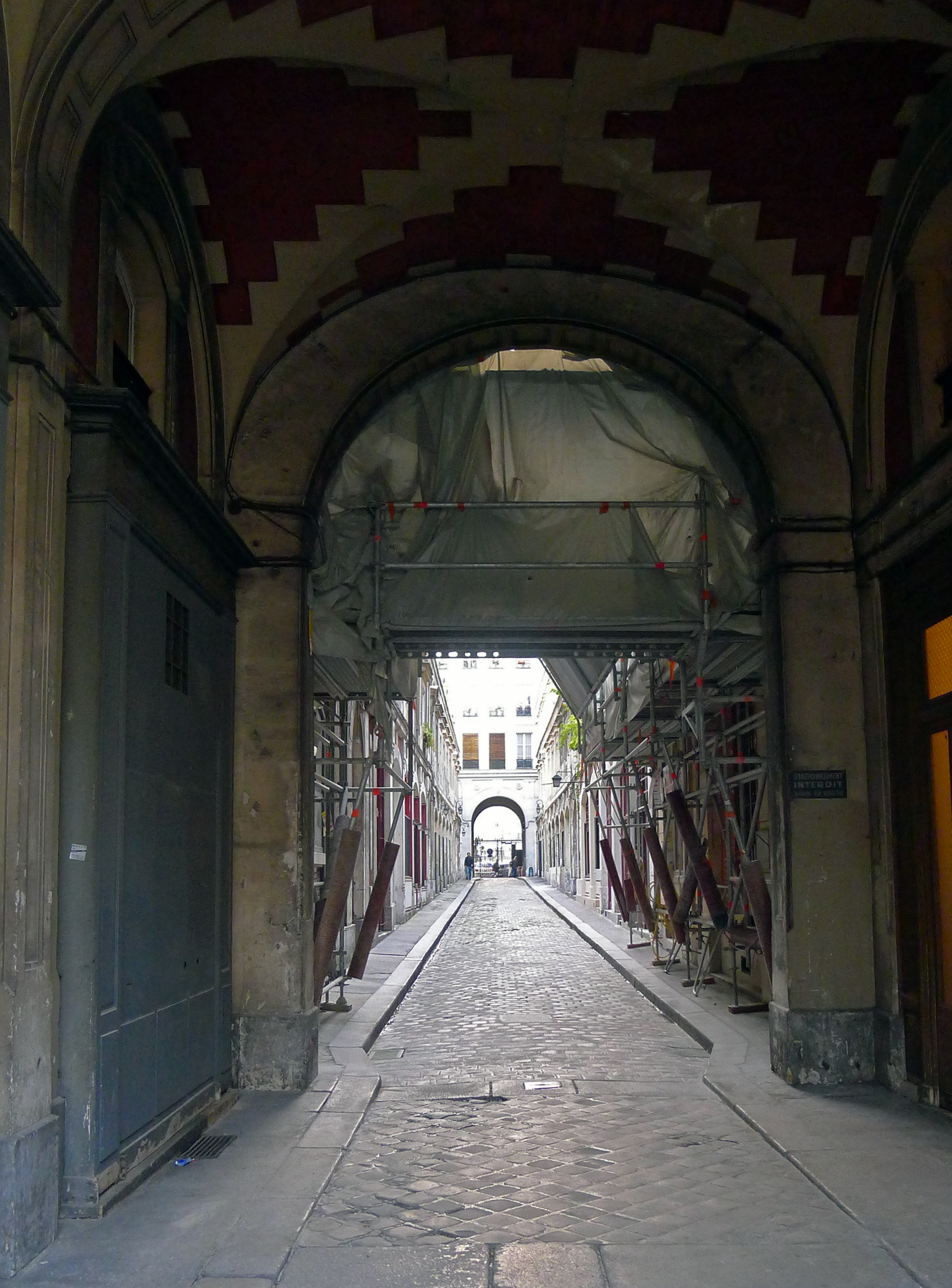
Début du passage.
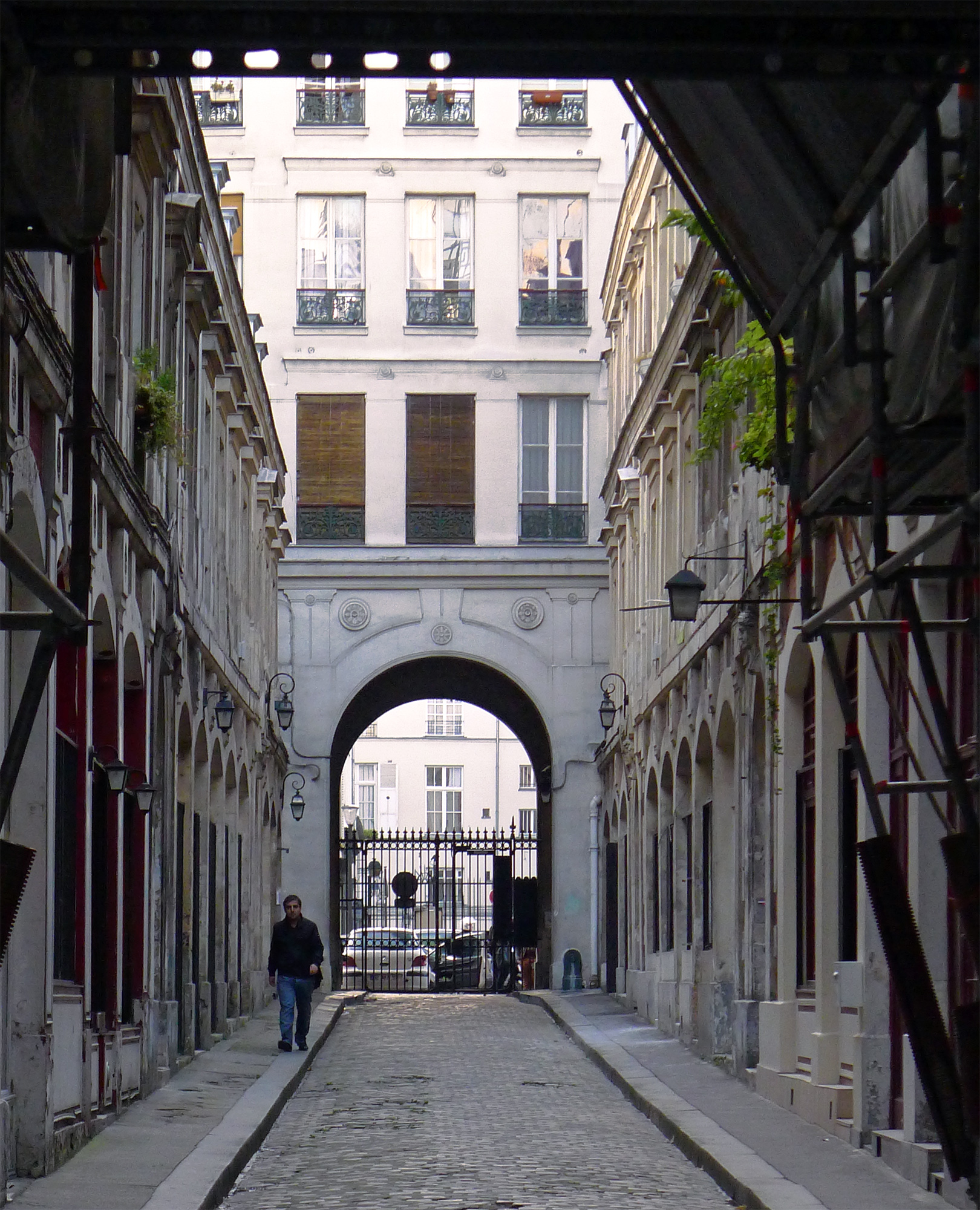
Fin du passage.
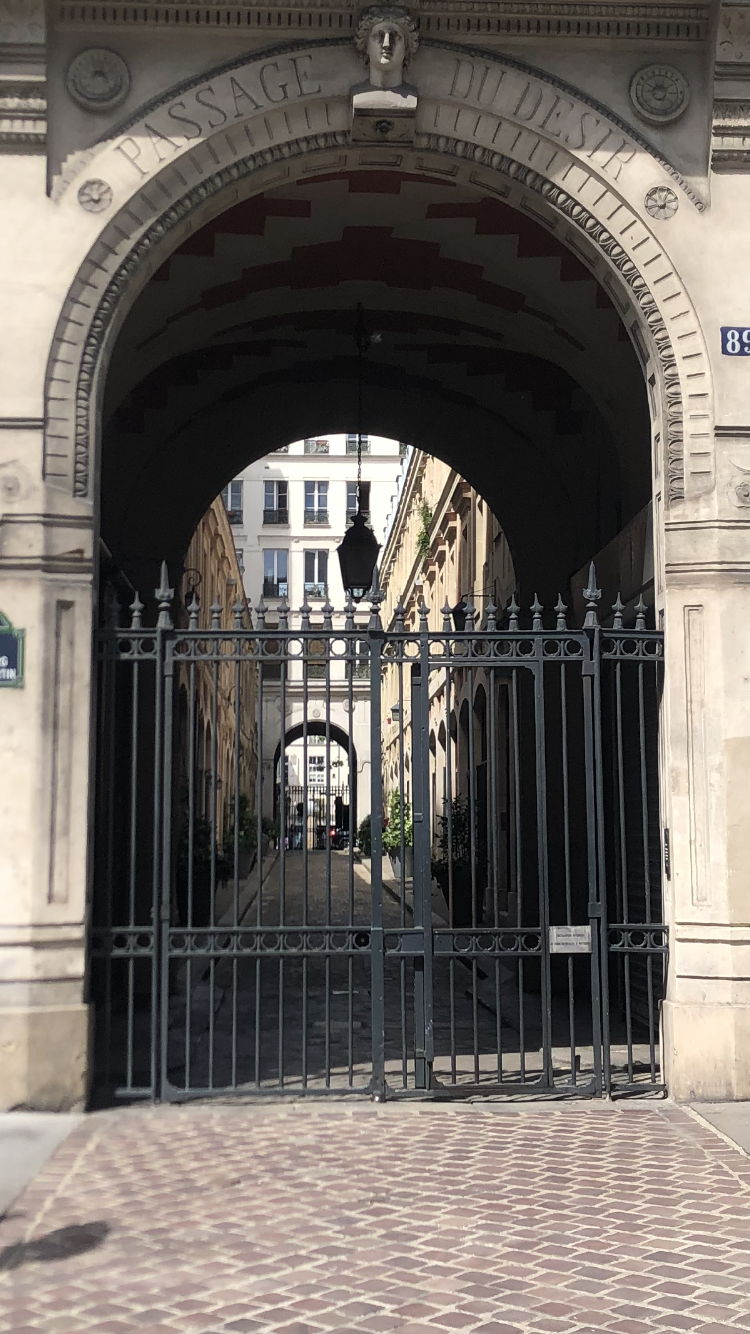
Accès au n° 89 de la rue du Faubourg-Saint-Martin.